# Wyższa konieczność (powieść)
Wyższa konieczność (ang. A Case of Need) to powieść Michaela Crichtona napisana pod pseudonimem Jeffery Hudson. Po raz pierwszy opublikowana w 1968 roku (ponownie wydana w 1993 r. pod prawdziwym nazwiskiem).
Na podstawie książki powstał film Terapia Careya z 1972 roku. Powieść porusza kwestie aborcji i rasizmu obserwowanych w późnych latach 60. w Stanach Zjednoczonych.